# 森賴斯維斯塔 (加利福尼亞州)
森賴斯維斯塔（英語：Sunrise Vista）是位於美國加利福尼亞州萊克縣的一個非建制地區。該地的面積和人口皆未知。

## 地理
森賴斯維斯塔的座標為38°52′48″N 122°44′03″W / 38.88000°N 122.73417°W，而該地的平均海拔高度為793米（即2602英尺）。